# Amazing Discoveries
Amazing Discoveries was een Amerikaans homeshoppingprogramma. In het televisieprogramma werden producten aangeprezen die de kijkers vervolgens per telefoon konden bestellen. De reeks werd in 1985 voor het eerst in de Verenigde Staten uitgezonden. In de jaren 90 werd het door RTL op de Nederlandse televisie gebracht.
De shows werden geproduceerd door het bedrijf Positive Response Television en gepresenteerd door host Mike Levey, die tevens eigenaar was van Positive Response Television. De Nederlandse uitzendingen werden nagesynchroniseerd. Opvallend hierbij is dat de Nederlandse vertaling bewust met een zwaar Amerikaans accent werd uitgesproken. Een van de gimmicks van het programma was Levey die zich immer weer verbaasde over de mogelijkheden van het te verkopen product (It's Amaaaazing!). De show werd in latere jaren uitgezonden onder de titel Ask Mike.

## Cultstatus
Amazing Discoveries verwierf een wereldwijde cultstatus, en werd herhaaldelijk gepersifleerd. In de Verenigde Staten onder meer door Weird Al Yankovic en in Nederland door Jiskefet en John Jones.

## Bekende producten
Tot de producten die in Amazing Discoveries werden aangeprezen behoren de volgende.
- Super Slicer: een hakmachine voor fruit en groenten.
- Magic Shine: een poetsmiddel voor auto's.
- Target Training: een serie fitnessvideo's gepresenteerd door fitnessgoeroe Tony Little.
- Alphanetics: een snelleescursus.
- Juice Tiger: een apparaat om uit allerhande soorten fruit en groenten sap te persen (met Jack Lalanne)
- BeDazzler: een apparaat om steentjes op je kleding te bevestigen